# HIDE-KAZ
HIDE-KAZ（ハイド-カズ）は日本のゲームミュージック作曲家。本名は秀谷和則。
NMK（エヌエムケイ）、GLAMSを経て、1997年にコナミコンピュータゲームズ青山（現コナミデジタルエンタテインメント）に入社。
NMK時代は並木学と共に作曲家として活動。その後サウンドデザイナー兼プログラマへ転向した。

## 主な作品

### シューティング
- 1989年 - タスクフォースハリアー （AC）
- 1990年 - ブラックハート （AC）
- 1990年 - USAAF ムスタング （AC）
- 1991年 - サンダードラゴン （AC）
- 1992年 - ガンネイル （AC）
- 1993年 - 超時空要塞マクロス2 （AC）
- 1994年 - ラピッドヒーロー （AC）
- 1995年 - P-47 ACES （AC）

### 音楽ゲーム
- 1998年 - beatmania （PS）
- 1998年 - beatmania 3rdMIX MINI （PS）
- 1998年 - beatmania 3rdMIX （PS）
- 2000年 - drummania （PS2）
- 2000年 - GUITARFREAKS 3rd MIX & drummania 2nd MIX （PS2）
- 2000年 - KEYBOARDMANIA （PS2）
- 2001年 - ギタドラ! GUITARFREAKS 4th MIX & drummania 3rd MIX （PS2）
- 2002年 - KEYBOARDMANIA II -2ndMIX & 3rdMIX （PS2）
- 2003年 - KEYBOARDMANIA YAMAHA Edition （PC）

### その他のゲーム
- 1992年 - サボテンボンバーズ （AC）
- 1993年 - クイズぱにくるふぁんたじ～ （AC）
- 1995年 - クォバディス （SS）
- 1996年 - ありすインサイバーランド （PS）
- 1997年 - クォヴァディス2～惑星強襲オヴァン・レイ～ （SS）
- 1999年 - グリントグリッター （PS）
- 1999年 - ときめきメモリアルドラマシリーズvol.3旅立ちの詩 （PS）
- 2004年 - メタルギアソリッド3 （PS2）
- 2004年 - メタルギアアシッド （PSP）
- 2005年 - アイシールド21 ～アメフトやろうぜ! Ya-!Ha-!～ （PS2）
- 2005年 - メタルギアソリッド3サブスタンス （PS2）
- 2008年 - メタルギアソリッド4 （PS3）